# 皇甫街道
皇甫街道是中华人民共和国河南省濮阳市华龙区下辖的一个街道办事处。

## 行政区划
皇甫街道下辖以下村级行政区划单位：
濮水社区、前皇甫村、后黄甫村、马辛庄村、张庄村、太行村和皇甫社区。